# 싸비
싸비(본명: 손상민, 1975년 음력 11월 14일 ~ )은 대한민국의 가수이자 작곡가이다.

## 학력
- 학성초등학교 졸업
- 학성중학교 졸업
- 대성고등학교 졸업
- 세종사이버대학교 실용음악학과 재학

## 음반
- 2024년 벚꽃연가
- 2023년 해변의 밤(Beach night)
- 2021년 노을같은 인생
- 2020년 불나방
- 2010년 소나무
- 2007년 Life Is...